# Emil Caras
Emilian Caras (Chișinău, 21 dicembre 1967) è un allenatore di calcio ed ex calciatore moldavo, di ruolo difensore.

## Carriera
È stato nominato allenatore moldavo dell'anno nel 2006.

## Palmarès

### Giocatore

#### Competizioni nazionali
- Campionato moldavo: 4

Zimbru Chisinau: 1992, 1992-1993, 1993-1994, 1994-1995
- Coppa di Moldavia: 1

Zimbru Chisinau: 1996-1997